# Tuffi ai Giochi della XXIX Olimpiade - Piattaforma 10 metri sincro maschile
Il concorso dei tuffi dalla piattaforma 10 metri sincro maschile si è svolto l'11 agosto 2008 presso il Centro Acquatico Nazionale di Pechino. Alle gare hanno partecipato otto coppie di tuffatori provenienti da otto nazioni differenti.
La medaglia d'oro è stata vinta dalla coppia cinese composta da Lin Yue e Huo Liang, che ha preceduto i tedeschi Patrick Hausding e Sascha Klein, argento, e i russi Gleb Gal'perin e Dmitrij Dobroskok, bronzo.

## Risultati
| Pos.    | Nazione       | Tuffatori                          | T1    | T2    | T3    | T4    | T5    | T6    | Tot.   |
| ------- | ------------- | ---------------------------------- | ----- | ----- | ----- | ----- | ----- | ----- | ------ |
| Oro     | Cina          | Lin Yue Huo Liang                  | 57,00 | 59,40 | 89,76 | 86,40 | 86,70 | 88,92 | 468,18 |
| Argento | Germania      | Patrick Hausding Sascha Klein      | 52,80 | 54,00 | 86,70 | 71,28 | 88,74 | 96,90 | 450,42 |
| Bronzo  | Russia        | Gleb Gal'perin Dmitrij Dobroskok   | 53,40 | 56,40 | 86,70 | 88,32 | 70,38 | 90,06 | 445,26 |
| 4       | Australia     | Mathew Helm Robert Newbery         | 52,80 | 53,40 | 84,66 | 72,00 | 89,64 | 92,34 | 444,84 |
| 5       | Stati Uniti   | David Boudia Thomas Finchum        | 51,60 | 54,60 | 80,58 | 82,62 | 77,76 | 93,48 | 440,64 |
| 6       | Colombia      | Víctor Ortega Juan-Guillermo Uran  | 46,80 | 52,80 | 82,62 | 79,68 | 81,18 | 80,58 | 423,66 |
| 7       | Cuba          | José Antonio Guerra Erick Fornaris | 49,80 | 48,00 | 79,56 | 71,04 | 75,48 | 85,50 | 409,38 |
| 8       | Gran Bretagna | Blake Aldridge Tom Daley           | 52,80 | 50,40 | 72,96 | 75,24 | 77,52 | 79,56 | 408,48 |